# Eliphas Lévi
Eliphas Lévi (8 de febrer del 1810 - 31 de maig de 1875) és el nom adoptat pel mag, ocultista i escriptor francés Alphonse Louise Constant. Va néixer en un racó de París (França), fill de Jean Joseph Constant i Jeanne Agnès Beaucourt. Començà a interessar-se per la màgia aviat. L'any 1830, va acabar la carrera de retòrica i els seus dos anys d'estudi filosòfic. Aquell mateix any, el seu pare va morir. També va estudiar teologia. La seva mare estava tan afectada per la sortida del seu fill del sacerdoci què es va suïcidar poc després amb el fum de l'estufa.